# 石垣島セミナー
石垣島セミナー（いしがきじまセミナー）は、1990年4月に沖縄県石垣市の石垣島で開催されたオウム真理教の合宿勉強会である。正式名称は「神言秘密金剛菩薩大予言セミナー」。

## 概要
1990年2月の第39回衆議院議員総選挙で、オウム真理教は「真理党」を結成し、麻原彰晃を含む信者25名を立候補させたが、全員が落選、供託金没収の惨敗となった。そのため、教団の組織が一時ガタガタになっていた。当初は、石垣島内の会場を借りてセミナーを行う予定であったが、オウム真理教であることがばれたため、断られてしまった。そのため急遽、海岸のキャンプ場で開かれることになった。
参加者によると参加費は30万円であったが大雨だったこともあり、「現在の東欧動乱は、1986年のハレー彗星の影響であり、今年の「オースチン彗星の接近によって何かが起こる」とただそれだけの話があっただけで行事は予定を繰り上げてお開きになった。だが、このセミナーでは1270人が参加、約500人が出家し、崩壊寸前だった教団を盛り返すことに成功した。これはその後「ハルマゲドンが起こる、オウムにいないと助からない」と危機感を煽って信者や出家者をかき集める方法の原点になった。
選挙での惨敗後に脱会者が続出したため、1990年4月に「オースチン彗星が接近しているために、日本は沈没するが、オウムに来れば大丈夫」と宣伝し、在家信者だけでなく家族まで参加させ行き先も伝えないまま石垣島に連れて行き石垣島セミナーを開催した。

### 真相
このため当時、このセミナーはただの資金集めのための大芝居であると思われていた。しかし一連の事件の発覚後、セミナーの当初の目的はオウム真理教が計画をしていたボツリヌストキシンによるテロから、オウムの信者を守ることであったと発覚した。しかし培養は失敗しておりラットに注射してもうまく死ななかった。麻原の「やめるか」の一言でテロ計画は中止された。

#### 元信者らの証言
信者らが石垣島へ避難している間に、本土で炭疽菌をばらまく計画があった。同年4月に最初の散布が実行されるが、被害がなく失敗に終わった。その後も炭疽菌の製造が続けられたが、その過程で信者らを被害から守るために富士山総本部道場を初め、「清流精舎」でも、「ハルマゲドンに備えたシェルター」という名目で、壁から天井一面にビニールの覆いが作られた。同時にハルマゲドンに備えて外から電気を引くという名目で電気工事が行われていた。石垣島セミナーから帰ったばかりのある信者は、あまりに粗雑で異常な光景にハルマゲドンが起これば外の世界が滅ぶため、意味がないのではないかと考えたが、ワークを行っている信者らは「上からの指示だから」とだけ答えた。ビニール製のシェルターは、強度が弱く、子ども班がいた棟では、シェルターの中を子どもが走り回るため、10分も経たずに破れるありさまだった。その対策として「ビニール班」が組織された。出家信者らにもこの演出はリアリティに欠けるように見られ、在家信徒らは「見て見ぬふり」をしている印象であったという。セミナーの最中には、麻原の三女アーチャリーが「こんなビニールがシェルターになんかなるわけないよねー」と言って去っていったが、それを聞いた女性出家信者2人は、「とにかく、いま与えられていることを全力で頑張りましょう」などと発言していたという。それらの光景を目撃した元信者の証言では、この出来事は、麻原の予言のすべてをそのまま鵜呑みにすることをしなくなった大きなきっかけになり、予言がらみの話を聞いたときには、なにか別の意図がないかを少なからず考えるようになった。さらに、ビニールのシェルターは核爆弾用ではなく、オウムが自らまいたボツリヌス菌から守るためのものだと後に聞かされたが、シェルター造りがずさんだったのは、ボツリヌス菌を利用した兵器に、人を殺傷する能力がないことがわかっていたからではないかと考えたという。事実、効果が著しく低いのは、散布の前の動物実験で確認されていたという話もある。
この信者によれば、麻原は世間では大ぼら吹きで、目が不自由なために細かいことにまで気が回らないのではと世間で推測されているが、経典の翻訳や修行法の効果の確認などで、それが正しいかどうかを常に検証していた細かい一面があり、開発した兵器の効果や、それから身を守るためのシェルターの能力を知らずに大量散布の指示をしていたとは考えられないことから、それらを折り込み済みで演出を行っていたのではないかと証言している。